# Jonáš (prorok)

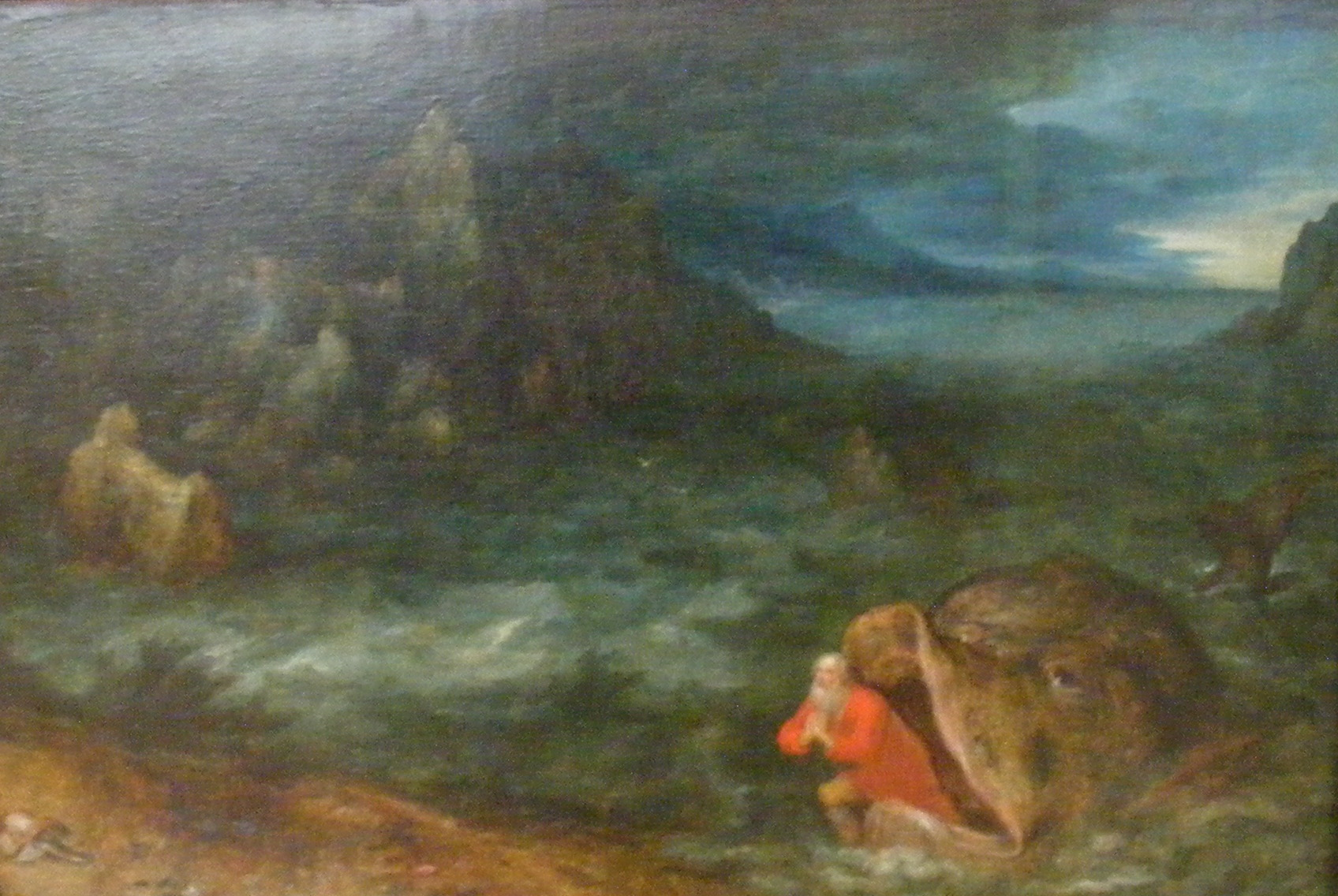
Jan Brueghel starší: Modlící se Jonáš vyvržen velrybou

Jonáš (hebrejsky יוֹנָה‎, „holubice“) byl starozákonní prorok a hlavní postava stejnojmenné biblické knihy Jonáš. Je známý především svým příběhem o útěku před Bohem a ikonickou scénou v břiše velryby.

## Život
O životě a působení proroka Jonáše nepodává bible mnoho informací. Jmenovitě je uveden pouze jako hlavní postava knihy Jonáš a dále v krátké zmínce ve 2. knize královské. Ani zde se však o prorokovi nedovídáme nic víc než jméno, místo původu a označení „služebník Boží“.
To on, král Jarobeám II., obnovil hranice Izraele od Lebo-chamátu až k Mrtvému moři v Aravě, jak to Hospodin, Bůh Izraele, řekl ústy svého služebníka Jonáše, syna Amitajova, proroka z Gat-cheferu.
2. královská 14:25
Řada komentářů interpretuje příběh knihy Jonáš jako metaforu či alegorii, nikoli jako historický příběh. Někteří komentátoři zase tvrdí, že zmínka v 2. knize královské nepopisuje další Jonášovo proroctví, ale připomíná proroctví v Ninive popsané v knize Jonáš a jeho symboliku: tak jako se Bůh slitoval a zachránil hříšné Ninivany, tak se navzdory hříchům krále Jarobeáma II. slitoval nad Izraelem a dopřál mu vítězství.

### Jméno a původ
Jméno proroka je uváděno jako Jona ben Amitaj. Hebrejské slovo jona (יוֹנָה‎) označuje holuba nebo holubici. Rabínské výklady vztahují toto jméno k holubici, kterou vypustil Noe z archy na konci potopy; alegorický výklad vysvětluje obraz Jonáše/holubice jako symbol lidské duše. Katoličtí komentátoři připouštějí souvislost s holubicí; jako pravděpodobnější vysvětlení však uvádějí zkrácení jména Jochanan (יוֹחַנָּן‎, doslova „Bůh je milostivý“) nebo Jehonatan (doslova „Bůh dal“). Patronymum Amitaj pak znamená „pravdivý“, „věrný“.
Jako místo původu proroka je v 2. knize královské uvedeno místo Gat ha-Chefer, které bývá ztotožňováno s pozdějším el-Mešhed. Protože se toto místo mělo nacházet na území izraelského kmene Zabulón, je i onen prorok některými rabínskými autoritami považován za příslušníka tohoto kmene.
Doba jeho působení bývá obvykle odvozována od zmínky ve 2. knize královské a kladena do období panování krále Jarobeáma II., tedy 8. stol. př. n. l. Z verše však nevyplývá, kdy a komu bylo proroctví vyřčeno; August Klostermann se např. domnívá, že to mohlo být v době krále Jóachaze.
Rabínská tradice, která považuje Jonáše za žáka Elíšova, předpokládá počátek jeho působení v době ještě o generaci dřívější; připisuje mu však dosažení značně vysokého věku (120 nebo 130 let).

### Hrob Jonášův
O konci Jonášova života a jeho smrti nemáme žádné zprávy. Ani místo jeho hrobu není známo; existuje však několik míst, které místní lidová tradice uvádí jako Jonášův hrob: v izraelském Mašhadu (Jonášově rodišti), v Lodu (uváděném někdy také jako prorokovo rodiště) a poblíž iráckého Mosulu (starověkého Ninive)

## Kniha Jonáš
Podrobně je v bibli popsán příběh, kdy byl Jonáš Bohem povolán, aby šel kázat pohanům v asyrském městě Ninive. Aby nemusel uposlechnout Božího hlasu, který ho žádal oznámit v Ninive blížící se Boží soud, uprchl na moře. Chtěl se odplavit do Taršíše, ale Bůh seslal na loď obrovskou bouři. Námořníci poznali, že je to vše kvůli Jonášovi, a na jeho naléhání ho hodili do moře, kde ho pak spolkla velká ryba. Po třech dnech ho ryba na Boží příkaz vyplivla zpět na souš. Jonáš šel do Ninive, kde kázal, že Bůh město zničí. Obyvatelé se začali kát a Bůh město nezničil. Jonášovi se nelíbilo, že jim Bůh odpustil, a ulehl pod strom, který ale posléze uschl. Jonáš si stěžoval Bohu a ten ho pokáral, že mu je líto jednoho stromu a celého města ne.

## Jonáš v judaismu
Ačkoli nemáme v tanachu žádné další jmenovité zmínky o Jonášovi, rabínská tradice jej ztotožňuje s chlapcem, který pobýval s prorokem Elijášem v době hladomoru a kterého Elijáš oživil. Dále jej ztotožňuje s žákem Elíšovým, který byl poslán, aby pomazal Jehúa za krále.

## Jonáš v křesťanství
Jonáš se stal častým duchovním i uměleckým námětem, neboť kromě pohádkového líčení jeho pobytu v břiše ryby se stal v křesťanském chápání předznamenáním Krista. Jako Jonáš byl v břichu ryby tři dny a pak byl osvobozen, tak i Kristus po třech dnech v hrobu vstal z mrtvých; Jonáš kázal pohanům, kteří se obrátili a káli, ale když Ježíš kázal Židům, nevěřili mu. Viz Mt 12,38–40; Lk 11,29–32.

## Jonáš v islámu

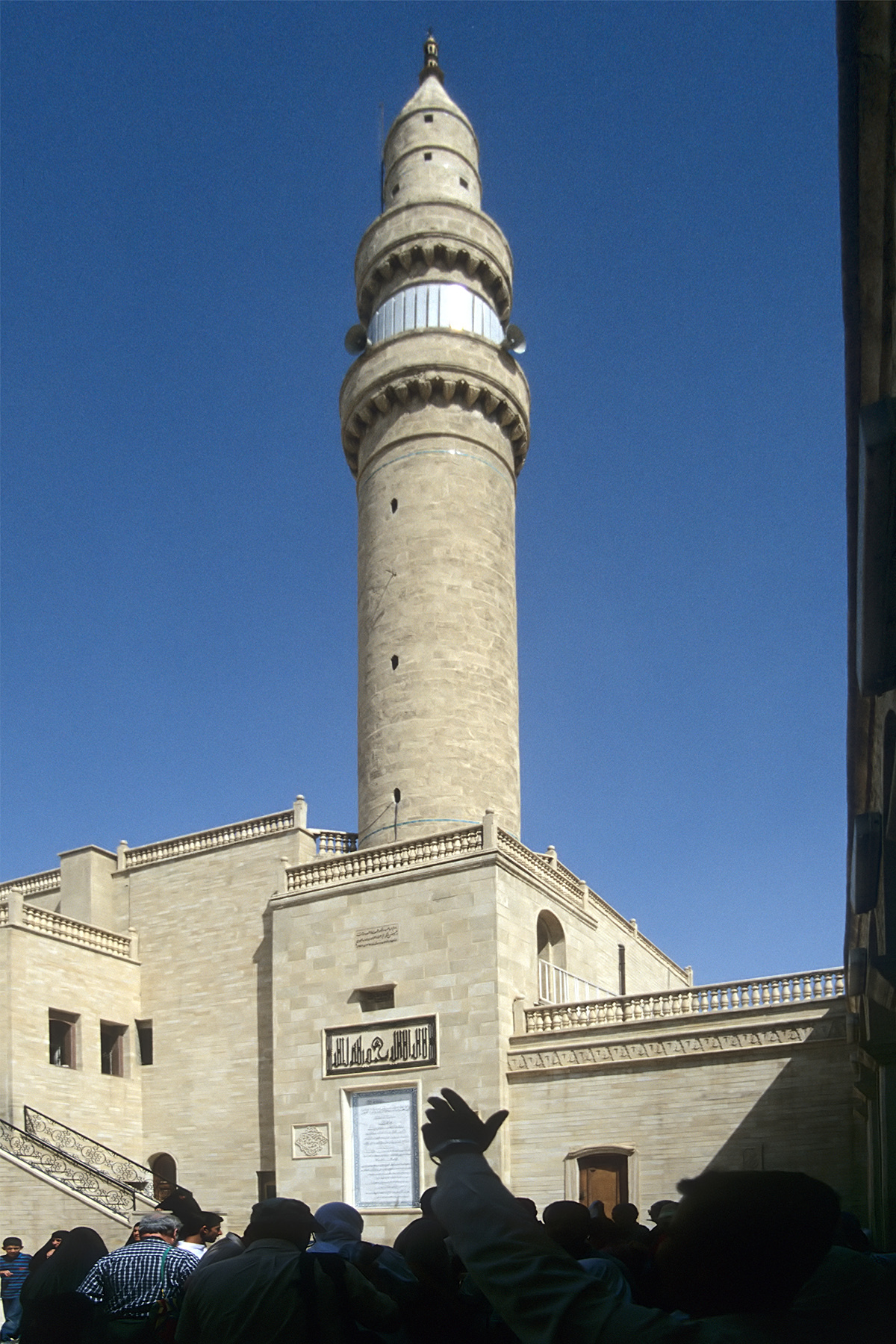
Minaret Jonášovy Mešity v Ninive

Jonáš je v islámu často zmiňovanou postavou. Korán se mu věnuje minimálně v 6 súrách. Nazývá ho „Júnus“ nebo také Dhu n-Nún (Pán ryby). Súra 10 dokonce nese název Jonáš a súra 68 zase název Nún (tedy v překladu ryba, což někteří vykládají jako odkaz na Jonášovu rybu, která v súře vystupuje).
Islámská tradice reinterpretuje Jonášův příběh a mění pořadí některých částí knihy Jonáš. Podle Ibn Kathira byl Jonáš prorokem města Ninive a přál si zánik tohoto hříšného města. Kazatelé z Jonášovy obce mu radili, aby se raději modlil za obrácení Ninivských než za jejich zkázu, ale Jonáš odmítl. Rozhodl se na Ninive seslat pohromu Boží.
Alláh však žádnou pohromu neseslal, a tak se Jonáš v hněvu rozhodl odjet pryč. Na cestě lodí jej však stihla bouře a námořníci jej obětovali mořské zrůdě. Ta Jonáše vyplivla na pobřeží, kde Bůh pro jeho lepší pochopení uskutečnil zázračné podobenství s rostlinou/stromem, které jinak nacházíme ve 4. kapitole Knihy Jonáš.
Historické pořadí súr o Jonášovi
1. Súra 68 (Pero či Nún), verše 48–50
2. Súra 37 (Stojící v řadách), verše 139–148
3. Súra 21 (Proroci), verše 87–88
4. Súra 10 (Jonáš), verše 98
5. Súra 6 (Dobytek), verše 86
6. Súra 4 (Ženy), verše 161